# Nephrolepis iridescens
Nephrolepis iridescens är en spjutbräkenväxtart som beskrevs av Cornelis Rugier Willem Karel van Alderwerelt van Rosenburgh. Nephrolepis iridescens ingår i släktet Nephrolepis och familjen Nephrolepidaceae. Inga underarter finns listade.